# Rahnenfelde
Rahnenfelde is een Ortsteil van de Duitse gemeente Kuckssee in de deelstaat Mecklenburg-Voor-Pommeren.

## Geschiedenis
Tot 1 januari 2012 was Rahnenfelde een Ortsteil binnen de toenmalige zelfstandige gemeente Puchow.